# Cristo bendiciendo (Giovanni Bellini, París)
Cristo bendiciendo es una pintura al temple sobre tabla de 58 x 44 cm  de Giovanni Bellini, fechada entre 1460 y 1470 aproximadamente y conservada en el Museo del Louvre de París.

## Historia
La obra es probablemente la "Efigie del Salvador en el acto de bendecir, muy rara por la devoción y diligencia empleada, contando cada minuto de la misma" citada en 1648 por el historiador Carlo Ridolfi como regalo del pintor a los agustinos de la iglesia de San Esteban en Venecia. Sólo Morassi identificó esa mención con un panel que data aproximadamente del año 1500 procedente de una colección privada suiza, que luego pasó al Museo de Arte Kimbell de Fort Worth. Seguramente en la segunda mitad del siglo XIX estuvo en propiedad del príncipe Nikolaj Alekseevic Orloff (1827-1885), embajador ruso en París, y se consideró obra de Lucas van Leyden. Los cambios de propiedad posteriores no estuvieron claros hasta 1912, cuando el Louvre compró la tabla. Roger Fry inmediatamente lo atribuyó a Bellini y en 1915 Borenius sugirió la identificación con la obra mencionada por Ridolfi. 
La tabla se data entre 1460 y 1470 aproximadamente debido a la incertidumbre sobre la fecha de nacimiento del artista y, por tanto, sobre la definición de su período juvenil.  Sin embargo, sigue siendo fruto de una fase experimental en la que abandona las costumbres de su padre y atenúa la influencia de su cuñado Mantegna, para acercarse a la pintura flamenca, con atención a las investigaciones de Marco Zoppo. 

## Descripción y estilo

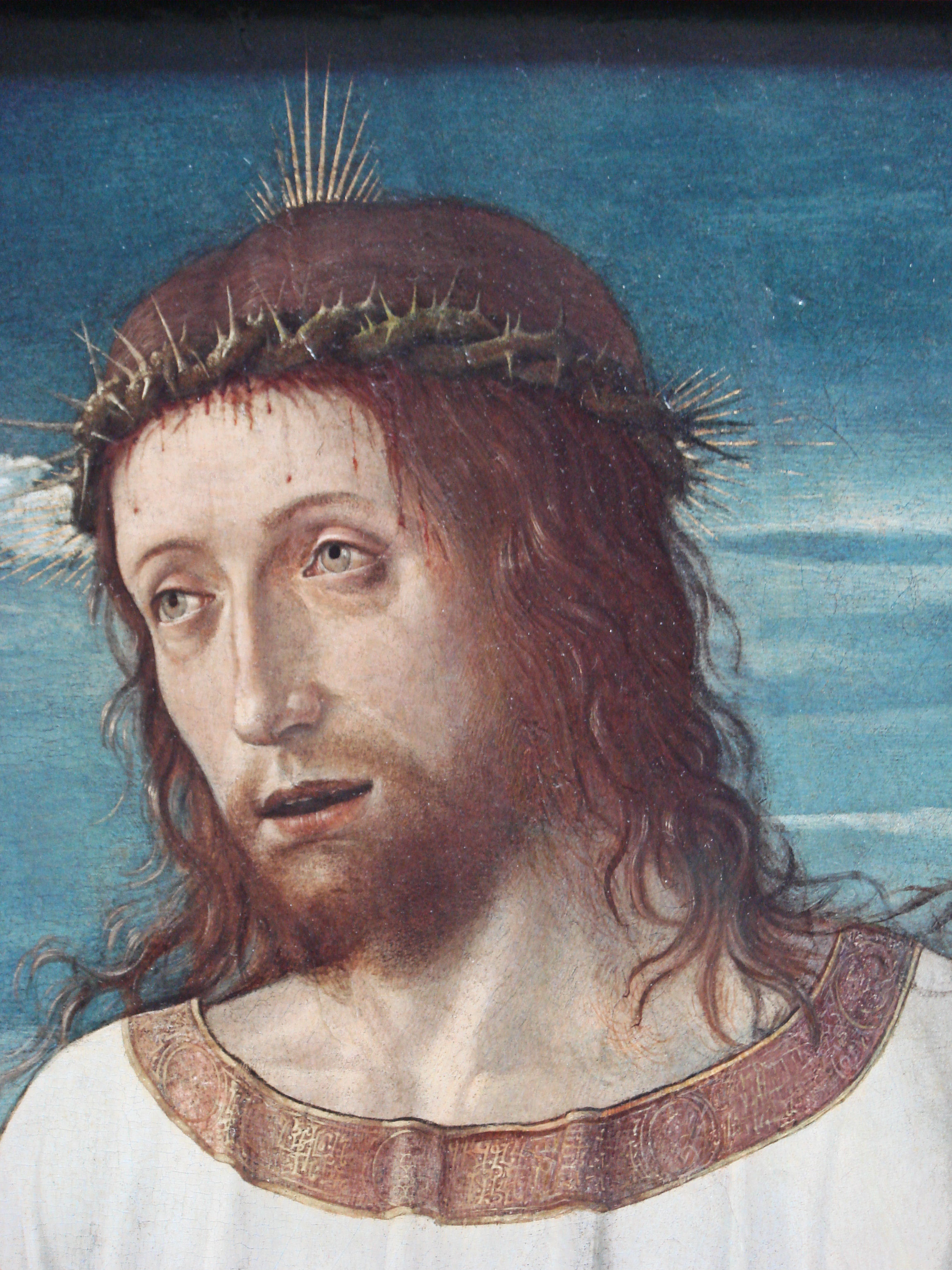
Detalle.

Más allá del título más común, y banalmente descriptivo, de Cristo bendiciendo, las múltiples variantes como Redentor, Salvador o Varón de Dolores con las que los críticos han citado esta tabla es indicativa de la complejidad de la pieza. Cristo está ya resucitado "en gloria" como lo demuestran los cruciformes rayos en la cabeza y la túnica blanca con ribetes dorados pero, sin embargo, aun mostrando las llagas de la Pasión y la corona de espinas, lo que la convierte en  una pintura fuera de la historia contada, y más bien en una imagen devocional destinada a la meditación privada. De hecho, es, junto con Sangre del Redentor, una de las primeras imágenes de meditación de Bellini;  Todo sea para suscitar la compasión de los fieles y recordar cómo es su sacrificio el que da valor a su bendición. 
Cristo es representado, con amarga dulzura, frágil y sufriente, con una mano levantada en señal de bendición y con la otra sosteniendo, no sin cierta sensación de esfuerzo, un libro, símbolo del inevitable cumplimiento de las Escrituras y del advenimiento de la nueva ley. Su túnica tiene una abertura vertical para dejar a la vista la herida del costado y sus manos tienen evidentes las marcas de los clavos, todas las heridas sangrantes. La mano izquierda muestra hábilmente el rastro que sale de la herida y que continúa hacia la derecha, la dirección que estaba hacia abajo durante la crucifixión. Además, tiene la corona de espinas en la cabeza, que le hiere la frente.
Al fondo, a lo lejos, el paisaje frondoso varía entre bosques, cultivos y caminos, ligeramente animado por alguna presencia humana cerca de un pequeño castillo a la izquierda. El horizonte, bastante bajo, deja amplio espacio al cielo azul surcado de nubes donde puede destacarse monumentalmente la figura de medio cuerpo del Salvador.
Aquí predomina el sentimiento patético, tan raro en las obras posteriores del artista. El papel de la luz es muy importante, ya que impregna la figura, resaltando la escultórica túnica blanca y centrándose en los detalles, como las rayas de las nubes, para generar una tensión perceptible, ligada al peso psicológico del dramático episodio.